# Marcelo Pereira Moreira
Marcelo Pereira Moreira genannt Pavão (* 15. April 1974 in Recife) ist ein ehemaliger brasilianischer Fußballspieler. 1994 wurde er als bester rechter Verteidiger in der brasilianischen Liga mit dem Bola de Prata (silbernen Schuh) ausgezeichnet.
Mit einer Ablösesumme von über fünf Millionen Schilling avancierte er im Januar 1998 zur teuersten Verpflichtung in der Geschichte des SC Austria Lustenau.

## Vereinskarriere

### Karrierebeginn
Pavão begann seine Karriere in der Jugend des Pequeninos de Joquey, einen der bekanntesten Ausbildungsvereine in Brasilien, der seit Jahren als erster Talentezulieferer für die Großklubs São Paulos gilt. Dort spielte er in einer Mannschaft mit den späteren brasilianischen Nationalspielern André Luiz und Zé Roberto, ehe er 1991 gemeinsam mit André Luiz vom FC São Paulo unter Vertrag genommen wurde.
| Saison | Bewerb               | Spiele (Tore) |
| ------ | -------------------- | ------------- |
| 1991   | 0Campeonato Paulista | 01 (1)        |
| 1993   | 0Campeonato Paulista | 03 (0)        |
| 1994   | 0Campeonato Paulista | 02 (0)        |
| 1995   | 0Campeonato Paulista | 20 (0)        |
| 1993   | 0Copa do Brasil      | 06 (0)        |
| 1995   | 0Copa do Brasil      | 04 (0)        |
| 1994   | 0Copa Conmebol       | 05 (0)        |
| 1994   | 0Bandeirantes Cup    | 06 (0)        |

| Saison | Bewerb          | Spiele (Tore) |
| ------ | --------------- | ------------- |
| 1996   | 0Copa do Brasil | 04 (0)        |

| Saison  | Bewerb   | Spiele (Tore) |
| ------- | -------- | ------------- |
| 1998/99 | 0ÖFB-Cup | 03 (0)        |
| 1999/00 | 0ÖFB-Cup | 02 (0)        |

Als Jugendspieler verpflichtet, debütierte er daraufhin am 9. Oktober 1991 in der Paulista-Meisterschaft bei der 1:4-Niederlage gegen AA Internacional, bei der ihm der einzige Torerfolg gelang. Den Rest der Spielzeit verbrachte er daraufhin wieder in der Jugendmannschaft, ehe er für die Saison 1992 an das kleine Brasil de Farroupilha verliehen wurde. Für Farroupilha absolvierte er vier Spiele und gewann mit der Mannschaft die Unterklassige Campeonato Gaúcho de Futebol – Segunda Divisão.

### Aufstieg bei São Paulo
Zurück beim FC São Paulo hatte er einen schweren Stand in der Profimannschaft. Mit Cafu hatte er den uneingeschränkten Star der Mannschaft auf seiner Position auf der rechten Außenbahn vor sich, im Mittelfeld war an Routinier Válber kein vorbeikommen. Über die Spielzeit kam er nur spärlich zu Einsatzzeiten in der Paulista-Meisterschaft und der Copa do Brasil. In der Campeonato Brasileiro fand er überhaupt keine Berücksichtigung. Im Gegensatz dazu, war er jedoch in der U-18 Mannschaft seines Vereins einer der Leistungsträger und feierte er 1993 den Gewinn der prestigeträchtigen "Copa São Paulo de Juniores".
Mit dem Abgang von Cafu zu Real Saragossa während der Spielzeit 1994 änderte sich die Situation von Pavão schlagartig. Als erster Ersatz auf der rechten Außenbahn avancierte er unter Trainer Muricy Ramalho zum Stammspieler und spielte eine formidable Saison. Durch seine Sturmläufe wurde er zum wichtigen Vorlagengeber für die Offensive und wird als entscheidender Faktor für den Gewinn der Copa Conmebol im gleichen Jahr genannt. Am Ende der Spielzeit erhielt er daraufhin den Bola de Prata, für den besten rechten Verteidiger der Saison in Brasilien und wurde in die Mannschaft des Jahres gewählt. In Folge kam er zur Diskussion in den brasilianischen Medien, ob Pavão nicht als Back-Up für Jorginho zur Fußball-Weltmeisterschaft 1994 fahren sollte, da dessen eigentlicher Ersatz Cafu eine schwache Saison gespielt hatte. Nationaltrainer Carlos Alberto Parreira nominierte Pavão jedoch nicht einmal für ein Vorbereitungsspiel für die Weltmeisterschaft, wodurch das Thema schnell wieder vom Tisch war.
Das Jahr 1995 entwickelte sich in Folge zu einer desaströsen Spielzeit für São Paulo. Ohne große Stars, dafür mit vielen Perspektivspielern, wie Marcelo Bordon oder Denílson, versuchte man an die Erfolge der vergangenen Jahre anzuknüpfen, was völlig fehlschlug. Man beendete die Saison ohne jeglichen Titel und rutschte in der Liga auf den unbedeutenden Tabellenplatz 12 ab. Pavão konnte nicht mehr an die starken Leistungen des Vorjahres anknüpfen und ging gemeinsam mit der Mannschaft unter. Als Konsequenz für das schwache Jahr veränderte die Vereinsführung die Mannschaft zur Spielzeit 1996 an fast allen Positionen. Alleine für die rechte Außenbahn wurden Cláudio, Capone und Juliano Belletti verpflichtet. Den zuvor schwach agierenden Pavão wurde im Gegenzug nahegelegt den Verein zu verlassen.
Es folgte ein Wechsel auf Leihbasis zum frisch aufgestiegenen Athletico Paranaense. Bei der Trainerlegende Émerson Leão fiel er jedoch schnell in Ungnade, woraufhin er nach lediglich 4 Spielen in der Copa do Brasil wieder an São Paulo zurückgeschickt wurde. In Folge wurde er an mehrere kleinere Vereine weiterverliehen, ohne für viel Aufsehen zu sorgen, ehe er in der Winterübertrittszeit der Spielzeit 1997/98 den Sprung nach Europa schaffte.

### Wechsel nach Österreich
Der damalige österreichische Bundesligist, SC Austria Lustenau, hatte ihn nach monatelangen Verhandlungen für die bis heute bestehende vereinsinterne Rekordsumme von über fünf Millionen Schilling unter Vertrag genommen. Der Wechsel sorgte für viel Aufsehen in den österreichischen Medien, da Lustenau als eher kleiner Verein einen derartig hohen finanziellen Aufwand betrieben hatte. Zusätzlich ließ Lustenau-Präsident Hubert Nagel auch noch öffentlich verlautbaren, dass man einen absoluten Star unter Vertrag genommen hätte, der "mehr als das Doppelte der Transfersumme" bei einem Weiterverkauf in die Vereinskasse bringen würde. Durch die Vorschusslorbeeren entwickelte sich eine große Erwartungshaltung an den Spieler, die er in Folge niemals erfüllen konnte.
In seinem ersten Halbjahr konnte er kaum überzeugen, wurde vom damaligen Trainer Edmund Stöhr trotzdem immer wieder aufgestellt. Als sich seine Leistungen in der Saison 1998/99 nicht besserten, blieb Stöhr nichts anderes übrig, als Pavão auf die Ersatzbank zu setzen, wodurch er zum damals teuersten Ersatzspieler Österreichs avancierte. In der Rückrunde der Spielzeit kämpfte er sich aber wieder zurück in die Startelf und brachte zum ersten Mal seit seinem Wechsel über eine längere Zeit konstant starke Leistungen, ehe ihn eine hartnäckige Bandscheibenverletzung für längere Zeit außer Gefecht setzte.
Nach dem Weggang von Stöhr und der Bestellung von Klaus Scheer zum Cheftrainer deutete alles auf den endgültigen Durchbruch von Pavão im „Ländle“ hin. Scheer versuchte offensiv spielen zu lassen und im Gegensatz zu Stöhr weniger auf die Defensive zu setzen, was zwar Pavão zugutekam, die Mannschaft jedoch ans Tabellenende schlittern ließ. Zum Ende der Spielzeit stieg Lustenau aus der Bundesliga ab.
Aufgrund einer neuen Ausländerregelung in der Ersten Liga musste die Mannschaft in der Folgespielzeit komplett umgebaut werden, woraufhin Pavão den Verein verlassen musste. Eigentlich war der Nigerianer Jide Olugbodi als fixer Abgang eingeplant, dieser absolvierte im Gegensatz zu Pavão jedoch eine starke Saisonvorbereitung, wodurch der Verein die überraschende Entscheidung traf.

### Frühzeitiges Karriereende
In Folge absolvierte er ein Probetraining beim damaligen spanischen Zweitligisten CD Teneriffa, wurde jedoch nicht unter Vertrag genommen. Ähnlich ging es ihm in Folge bei mehreren brasilianischen Vereinen, die ihn aus Kostengründen nicht verpflichten wollten. Erst 2001 kam er wieder für einige Zeit bei Mogi Mirim EC unter, von 2001 bis 2002 lief er für den kleinen FC Treze auf, den er nach ausstehenden Gehältern verließ.
Daraufhin beauftragte er seinen Spielermanager wieder einen Verein im Ausland für ihn zu finden, da er nicht mehr für einen brasilianischen Verein spielen wollte. Während seiner Zeit in Lustenau hatte ihn sein damaliger Manager um "eine beträchtliche Summe Geld betrogen", die für seine Familie in Brasilien gedacht war. Zuletzt hatte er bei Mogi Mirim und FC Treze fast gar kein Geld erhalten, wodurch er das Vertrauen in den brasilianischen Fußballsport verloren hatte.
Nachdem er daraufhin keinen Verein mehr gefunden hatte, nahm er einen Job als Autoverkäufer in der Firma seines Jugendfreundes André Luiz in São Paulo an.

## Erfolge

### Verein
- 1× Weltpokal: 1993
- 1× Copa Libertadores: 1993
- 1× Copa Conmebol: 1994
- 1× Brasilianischer Meister: 1991
- 1× Campeonato Paulista: 1991
- 1× Campeonato Gaúcho de Futebol – Segunda Divisão: 1992
- 1× Copa São Paulo de Juniores: 1993

### Auszeichnungen
- 1× Bola de Prata für den besten rechten Verteidiger der Saison: 1994
- 1× Mannschaft des Jahres in der Campeonato Brasileiro de Futebol 1994 (Journal Placar):

| Ronaldo (TW)                                 |
| Pavão - Jorge Luís - Cléber - Roberto Carlos |
| Zé Elias - Marcelinho Carioca - Zinho        |
| Rivaldo - Márcio Amoroso - Luizão            |